# Tultitlán
Tultitlán är en kommun i Mexiko. Den ligger i delstaten Mexiko, i den centrala delen av landet, cirka 25 kilometer norr om huvudstaden Mexico City. Huvudorten i kommunen är Tultitlán de Mariano Escobedo, medan Buenavista, San Pablo de las Salinas och Fuentes del Valle är de största städerna. Kommunen hade 524 074 invånare vid folkräkningen 2010, varav knappt 32 000 bodde i kommunhuvudorten. Tultitlán ingår i Mexico Citys storstadsområde och kommunens area är 69,15 kvadratkilometer.